# Gerard van Swieten

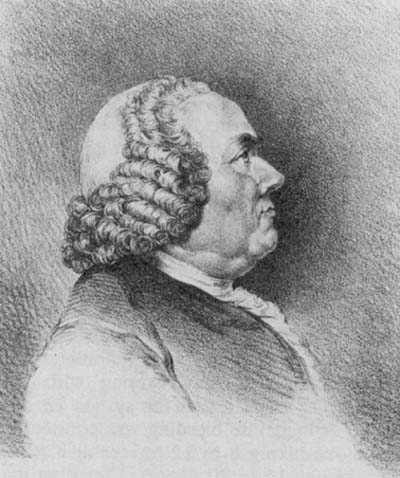
Gerard van Swieten op latere leeftijd

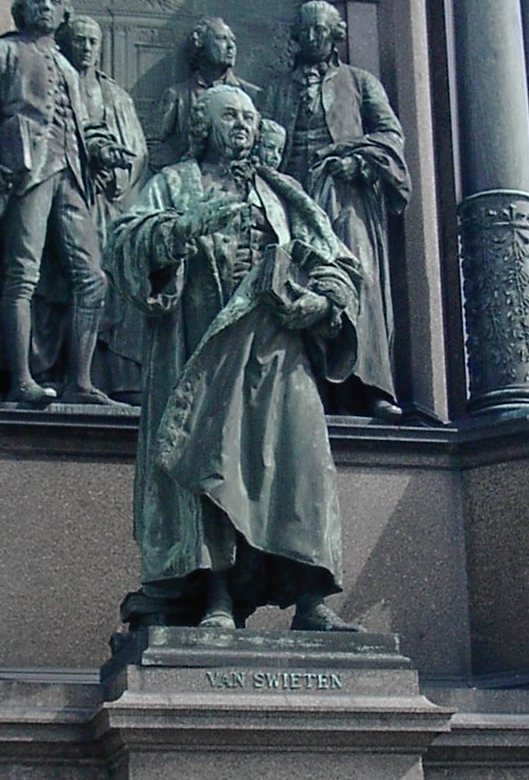
Gerard van Swieten op het herdenkingsmonument voor Maria Theresia van Oostenrijk

Gerard van Swieten (Leiden, 7 mei 1700 - Schönbrunn (Wenen), 18 juni 1772) was een Nederlands arts en apotheker. Hij werd bekend als lijfarts van keizerin Maria Theresia van Oostenrijk. Ook was hij medisch adviseur van keizer Frans I Stefan.

## Levensloop
Van Swieten werd geboren als zoon van Thomas van Swieten, notaris in de Breestraat te Leiden, en Elisabeth van Loo. Zijn moeder overleed reeds toen Van Swieten nog een kleine jongen was; zijn vader ontviel Van Swieten in 1712. De voogd die aan hem werd toegewezen liet hem berooid achter. Met het kleine deel van de erfenis van zijn ouders dat Van Swieten verkreeg, trok hij op zestienjarige leeftijd naar Leuven om filosofie en staatswetenschappen te studeren. Twee jaar later, in 1718, keerde hij terug naar zijn geboortestad om daar aan de Universiteit van Leiden chemie, farmacie en geneeskunde te gaan studeren. De beroemde Leidse arts Herman Boerhaave werd Van Swietens leermeester, en Van Swieten werd op zijn beurt een van Boerhaaves meest geliefde leerlingen. Zijn studie farmacie voltooide van Swieten in 1720. In 1725 promoveerde Van Swieten op een proefschrift over de bouw en functie van arteriën en hij vestigde zich als arts te Leiden. Daarnaast gaf hij privécolleges en verving hij Boerhaave op de universiteit bij diens afwezigheid.
Op 27 september 1729 trad Van Swieten in het huwelijk met Maria Lambertine Elisabeth Theerbeck de Coesfeld. Van Swieten betrok na zijn huwelijk een pand aan het Steenschuur te Leiden. Kort na de geboorte van zijn dochtertje in mei 1732 verhuisde het gezin naar een groter pand aan de Nieuwsteeg. Uit het huwelijk werden verder meerdere zonen geboren, waaronder Gottfried (1733, later Nederlands diplomaat en bekend als vriend van Wolfgang Amadeus Mozart). Vanwege zijn katholieke afkomst kwam Van Swieten niet in aanmerking om zijn leermeester Boerhaave na diens dood in 1738 als hoogleraar aan de universiteit op te volgen. Van Swieten was hierover verbitterd, maar Boerhaave, bekend met de onmogelijkheid voor katholieken om hoogleraar aan de Universiteit van Leiden te worden, droeg Van Swieten niet eens voor bij gesprekken over zijn opvolging. Omdat na Boerhaaves dood Van Swietens rol op de universiteit was uitgespeeld, legde hij zich toe op het becommentariëren van de werken van zijn leermeester (Commentaria in Hermanni Boerhaave aphorismos de cognoscendis et curandis morbis), dat uiteindelijk vijf delen zou gaan omvatten.

### Van Swieten in Wenen
In 1742 overleed de toenmalige hofarts van het huis Habsburg, Jean Baptiste Bassand, die eveneens een leerling was geweest van Boerhaave en na zijn studie schriftelijk contact met hem bleef voeren. Van Swieten werd daarop gevraagd hem op te volgen, maar na twee dagen bedenktijd sloeg hij dit aanbod van keizerin Maria Theresia van Oostenrijk af. De keizerin nam echter geen genoegen met deze weigering en probeerde door nieuwe aanbiedingen, waarbij een hoog salaris en vergoeding van alle (verhuis)kosten in het vooruitzicht werden gesteld, Van Swieten te overreden om naar Wenen te komen. Van Swieten liet zich in 1744 overhalen om zich in Brussel te ontfermen over Maria Anna van Oostenrijk, die na een zwangerschap ernstig ziek was geworden. Hoewel hij haar niet kon genezen, won hij nog meer het vertrouwen van de keizerin en werd hij in juni 1745 alsnog in Wenen aangesteld als lijfarts van Maria Theresia van Oostenrijk. Tevens kreeg hij het beheer over de Hofbibliotheek, totdat deze in 1756 overging in handen van de universiteitsbibliotheek van de Universiteit van Wenen. Van Swieten werd belast met de in het slop geraakte medische opleiding op de universiteit. Hij was de oprichter van de Weense Medische School en besloot tot het inrichten van een botanische tuin en een scheikundelaboratorium in de Oostenrijkse hoofdstad, die hij liet beheren door de Leidenaar Nikolaus Joseph von Jacquin. Tussen 1745 en 1759 correspondeerde Van Swieten met de Zweedse botanicus Carl Linnaeus in Uppsala over botanica. Hij wist vele beroemde hoogleraren naar Wenen te lokken, onder wie zijn studiegenoot Anton de Haen (1704-1776), Maximilian Stoll (1742-1788) en Leopold von Auenbrugger (1722-1809), waardoor de medische faculteit en de Universiteit van Wenen in aanzien groeiden. Ook de medische faculteiten in Praag en Freiburg ondergingen Van Swietens hervormingen. Op deze wijze introduceerde Van Swieten voor het eerst de klinische geneeskunde in het Habsburgse keizerrijk, gebaseerd op experimenten en observatie. Hiernaast was Van Swieten verantwoordelijk voor de hervorming van de Oostenrijkse gezondheidszorg. Hij was verantwoordelijk voor de werving van artsen voor de ziekenhuizen en voor in de Oostenrijkse provinciën.

### Van Swieten als medicus
Van Swieten hield zich bezig met de anatomie, de pathologie en de therapie van geslachtsziekten en was daarbij met name op zoek naar een betere behandeling voor syfilis.
Aan Van Swieten wordt de eerste beschrijving van episodische clusterhoofdpijn toegeschreven die volledig voldoet aan de diagnostische criteria opgesteld door de International Headache Society (IHS) in 1988, die hij beschreef in zijn Commentaria in Hermanni Boerhaave aphorismos de cognoscendis et curandis morbis (1745) en die hij succesvol met kinine zou hebben behandeld. Oudere beschrijvingen, die echter niet volledig aan de hiervoor genoemde criteria beantwoorden, worden toegeschreven aan Nicolaas Tulp (1641) en Thomas Willis (1672).
Van Swieten opperde ook het idee dat embolieën afkomstig uit het hart of de grote vaten verantwoordelijk konden zijn voor herseninfarcten.
Van Swieten schreef een handboek over de veelvuldig in het leger voorkomende aandoeningen en hoe deze konden worden behandeld. Dit boek werd, vanwege het mogelijke militaire belang, reeds in de jaren 50 en 60 van de 18e eeuw in allerlei talen vertaald, waaronder het Engels, Frans, Italiaans, Spaans en Portugees.

### Van Swieten als censor
In 1753 werd Gerard van Swieten door keizerin Maria Theresia aan het hoofd van de nieuwe censuurcommissie geplaatst, die het als chaotisch ervaren censuurbeleid van de jezuïeten verving. De centraliserende hervorming die Van Swieten trachtte door te voeren, was slechts ten dele succesvol. Onder zijn bewind werden auteurs als Leibniz, Newton, Wolff en Locke acceptabel, maar gold een verbod voor radicale werken van Machiavelli, Voltaire, Diderot, Hume en Spinoza. 

### Van Swieten in de strijd tegen bijgeloof
Van Swieten verzorgde in zijn nieuwe thuisland ook een belangrijke rol in de strijd tegen het bijgeloof, in het bijzonder tegen het geloof in de vampier, waarover sedert 1720 continu vanuit dorpen in zuidoostelijk Europa werd bericht. Na het einde van de Turks-Venetiaanse Oorlog in 1718 waren enkele delen van het Ottomaanse Rijk, zoals Bosnië en het noorden van Servië, onderdeel geworden van het Habsburge Rijk. Via de vluchtelingen, die zich als wehrbauer in de nieuwe grensregio's vestigden, kwamen de vampierverhalen ook in het Duitstalige taalgebied terecht.
Daarop werd Van Swieten vanaf 1755 door Maria Theresa naar Moravië gestuurd, om de vampierverhalen op te helderen. Van Swieten zelf vond het bestaan van de vampier een mythe en een "barbarisme der onwetendheid", die hij met alle mogelijke middelen wilde ontkrachten. Hij onderzocht alle meldingen van contact met de vampier grondig en besloot dit onderzoek door een verslag, met de titel Abhandlung des Daseyns der Gespenster ("Vertoog over het bestaan van spoken"), uit te brengen waarin hij natuurlijke oorzaken als verklaring voor de verschijning van de vampier aandroeg. Zo was hij van mening dat de ongebruikelijke omstandigheden rond graven het gevolg waren van fermentatieprocessen en luchttekort. Kenmerkend voor zijn visie op de vampierfabels was een citaat uit het voorwoord van zijn verslag uit 1768: "... dat de hele paniek uit niets anders ontstaan is, dan vanuit een ijdele angst, vanuit een bijgelovige lichtgelovigheid, vanuit een donkere en stormachtige fantasie, naïviteit en onwetendheid bij dat volk." Andere artsen ondersteunden zijn theorie of droegen andere oorzaken aan voor de toegenomen sterfte in de Zuidoost-Europese dorpen, zoals epidemieën. Op grond van het verslag van Van Swieten vaardigde Maria Theresia een verbod uit tegen alle afweermaatregelen tegen de vampier die het volk gewoon was toe te passen, zoals spietsing, onthoofding en verbranding.
Door zijn strijd tegen het bijgeloof werd Van Swieten een voorbeeld voor de hoofdpersoon Van Helsing in de beroemde roman "Dracula" van de Ierse schrijver Bram Stoker.

### Adelstand
Van Swieten werd door Maria Theresia verheven in de adelstand. Op 10 mei 1753 verkreeg hij het diploma dat hem veranderde in Freiherr. Als gevolg hiervan kwamen zijn nakomelingen in een overerfelijke Freiherrenstand.
Van Swieten zou stammen uit een oud Nederlands geslacht en een nakomeling in de twaalfde generatie zijn van Emerand van Swieten, die in 1230 samen met zijn echtgenote Catharine, de weduwe van Jean de Hoesen, genoemd is.
Het bijbehorend wapen van de Freiherren Van Swieten bestond uit achtereenvolgens drie, twee en één zilveren, met de krul naar beneden gerichte violen op een rode achtergrond. De zonen van Van Swieten verkregen de titel van Freiherr door vererving.

## Werken
- Diss. de arteriae fabrica et efficacia in corpore humano (proefschrift, 1725)
- Commentaria in Hermanni Boerhaave aphorismos de cognoscendis et curandis morbis (vijf delen, 1742-1772)
- Kurze Beschreibung und Heilungsart der Krankheiten, welche am öftesten in dem Feldlager beobachtet werden (1758)
- Constitutiones epidemicae et morbi potissimum Lugduni-Batavorum observati ex ejusdem adversariis (twee volumes, 1782)

## Trivia
- Een geslacht der Meliaceae is door Nikolaus Joseph von Jacquin naar Van Swieten vernoemd, Swietenia.
- Van Swieten staat afgebeeld op een Nederlandse postzegel uit 1939 en op een Oostenrijkse herdenkingsmunt van 50 euro, uitgegeven op 31 januari 2007.
- Van Swieten verkreeg in 1721 ruim 739 morgen veen en ondergrond in het Hollandsche Veld.[24]
- In de Hoogeveense woonwijk De Weide is het Van Swietenhof vernoemd naar Van Swieten.[24]
- Op de campus van de Radboud Universiteit / UMC St Radboud in Nijmegen is een straat vernoemd naar Van Swieten, de Gerard van Swietenlaan.
- Het militaire hospitaal van Floridsdorf (de Heeresspital/Van-Swieten-Kaserne) is vernoemd naar Van Swieten.
- In Alsergrund, het negende district in Wenen, is de Van Swietengasse vernoemd naar Van Swieten.
- In de roman De reis van de hofarts van Ludo Schildermans en Jozef Schildermans (Uitgeverij Houtekiet, 2020) is Gerard van Swieten een van de hoofdpersonages.